# HD 216761
HD 216761，又名CD-3217312，SAO 214187、HR 8719，是一颗恒星，视星等为6.1，位于銀經15.79，銀緯-64.5，其B1900.0坐标为赤經22h 50m 20.3s，赤緯-32° -64.5′ 59″。